# 甲佐町
甲佐町（日语：／ Kōsa machi */?）是位于日本熊本縣中央位置的一個城鎮，屬上益城郡。轄區西北部位於熊本平原，其他地區則屬於九州山地。

## 歷史
1972年6月實施大小區制，原甲佐町、宮內村、龍野村的範圍屬於一區，下設有1町15村，白旗村、乙女村的範圍屬於一區，下設有13村。

### 年表
- 1889年4月1日：實施町村制，現在的轄區在當時分屬：上益城郡甲佐町、宮內村、龍野村、白旗村、乙女村。
- 1955年1月1日：甲佐町、宮內村、龍野村、白旗村、乙女村合併為新設置的甲佐町。

### 變遷表
| 1889年以前 | 1889年4月1日 | 1889年 - 1944年 | 1945年 - 1954年 | 1955年 - 1964年     | 1965年 - 1988年     | 1989年 - 現在       | 現在                |
| ---------- | ------------ | --------------- | --------------- | ------------------- | ------------------- | ------------------- | ------------------- |
|            | 甲佐町       | 甲佐町          | 甲佐町          | 1955年1月1日 甲佐町 | 1955年1月1日 甲佐町 | 1955年1月1日 甲佐町 | 1955年1月1日 甲佐町 |
|            | 宮內村       |                 |                 | 1955年1月1日 甲佐町 | 1955年1月1日 甲佐町 | 1955年1月1日 甲佐町 | 1955年1月1日 甲佐町 |
|            | 乙女村       |                 |                 | 1955年1月1日 甲佐町 | 1955年1月1日 甲佐町 | 1955年1月1日 甲佐町 | 1955年1月1日 甲佐町 |
|            | 白旗村       |                 |                 | 1955年1月1日 甲佐町 | 1955年1月1日 甲佐町 | 1955年1月1日 甲佐町 | 1955年1月1日 甲佐町 |
|            | 龍野村       |                 |                 | 1955年1月1日 甲佐町 | 1955年1月1日 甲佐町 | 1955年1月1日 甲佐町 | 1955年1月1日 甲佐町 |

## 交通

### 鐵路
過去曾有熊延鐵道通過，但已於1964年停駛。

### 道路
高速道路
- 九州自動車道：綠川休息區

## 觀光資源

### 景點
- 甲佐神社
- 井戶江峽
- 津志田河川自然公園

## 教育

### 高等學校
- 熊本縣立甲佐高等學校

## 本地出身之名人
- 寺本比呂文：前職業棒球選手
- 高崎健太郎：職業棒球選手
- 內村健一：天下一家之會
- 松野信夫：日本參議院議員

## 外部連結
- （日語） 甲佐町商工會 （页面存档备份，存于）